# DJ Rush
Isaiah Major (né le 9 janvier 1970 à Chicago, dans l'Illinois), plus connu sous DJ Rush, est un disc jockey américain de techno et house. Il est connu sous d'autres pseudonymes tels que Major Rush ou Russian Roulette.

## Biographie
Isaiah Major est né à Chicago, dans l'Illinois, aux États-Unis, et a grandi au sud de la ville, tout en commençant le DJing dès le plus jeune âge. Il vit actuellement en Allemagne. 
Il adhère rapidement à la musique électronique, et fait ses premières apparitions en tant que DJ dans des clubs de Chicago comme Music Box, le Powerhouse et le Warehouse où il joue des set de maximum 10 heures. Il commence à produire à partir de ce moment.
En 1991, DJ Rush sort son premier single (Knee Deep) sous le label Trax Records. Il commence à être connu à Londres et à Berlin. En 1996, il sort deux albums — Klub Kids et Rush Rules — sous le même label. En 1998, DJ Rush fait une percée au niveau européen avec l'enregistrement Motherfucking Bass. Il est largement considéré comme un « hymne de club » de cette année. Suivant son succès, il s'associe avec Tina Panitzke pour commencer une agence de booking et créer un label sous le nom Kne'Deep à Berlin. DJ Rush commence à se produire au Portugal à la fin des années 1990. Après s'y être rendu régulièrement pour son travail, il quitte Berlin pour s'installer en Algarve vers 2016,.

## Discographie

### Albums studio
- 1996 : Klub Kids (Trax Records)
- 1996 : Rush Rules (Trax Records)
- 1996 : Doing It To Death (Force Inc. Music Works)
- 2000 : 97/99 Motherfuckin' Tracks (Omnisounds)
- 2000 : Shall We Dance? (Pro-Jex)

### EP
- 1996 : Mind Games EP
- 1996 : Punch It
- 1996 : Doin' It to Death
- 1997 : Robo Tripp'n
- 1997 : La La
- 1997 : The The Vibe/Funkish It
- 1997 : The The 8 N 9 EP
- 1997 : Overdrive/Orchestral Hardcore
- 1997 : One by One/Ways of Peace
- 1997 : Maniac
- 1997 : Loco
- 1997 : Rhythms, Drums and Style
- 1998 : Remixes, Part 1: Motherfucking Bass
- 1998 : Analog Showbiz
- 1998 : Traks Couture
- 1998 : Spitball
- 1998 : Lesson 1
- 1998 : Homecoming
- 1998 : Marathon Man
- 1998 : The The Breaks
- 1999 : Lesson 2 EP
- 1999 : Swingin da Drums
- 1999 : Boomerang
- 1999 : Knee Deep
- 1999 : Freaks on Hubbard (Remixes)
- 1999 : The the Bomb
- 1999 : Remixes, Part 2
- 2001 : Motherfucking Bass
- 2004 : Whip Raff
- 2004 : Get on Up
- 2005 : Tascam/Contour/By Pass/Overeasy/Processor
- 2014 : Major Power
- 2015 : Fun and Music
- 2016 : Remembering My Roots EP